# محمد عمر (صحفي فلسطيني)
محمد عمر (بالإنجليزية: Mohammed Omer)‏‏ (1984 - ) صحفي من فلسطين.

## خلفية
نشأ محمد عمر في مخيم رفح للاجئين في جنوب قطاع غزة. وبدأ العمل لدعم أسرته وهو في السادسة من عمره عندما كان والده أسيرًا في سجن إسرائيلي. بمرور الوقت، شغل وظيفة في مصنع حقائب ظهر، ومنذ ذلك الحين أصبح مترجمًا وصحفيًا ومنسق برامج.
تخرج عمر بشهادة بكالوريوس مزدوجة، في مجال اللغة الإنجليزية وآدابها، من الجامعة الإسلامية في غزة في يونيو 2006.

## حوادث
أدت القيود الإسرائيلية في بعض الأحيان إلى منعه من السفر إلى الضفة الغربية.
في عام 2008، أثناء سفره عائدًا إلى قطاع غزة عبر معبر الكرامة إلى الضفة الغربية، ذكر عمر أنه تم تجريده من ملابسه الداخلية وإهاناته وضربه على أيدي الجنود الإسرائيليين أثناء سفره إلى الضفة الغربية من الأردن. وفقًا لتقرير للأمم المتحدة، فإن عمر مقتنع بأن الهجوم الوحشي قد حدث عندما فشلت الأجهزة الأمنية الإسرائيلية بسبب عجزها عن مصادرة الأموال التي حصل عليها.
وبعد ذلك تم نقله إلى المستشفى لدى عودته إلى غزة، حيث اكتشف أنه أصيب بعدة كسور في الأضلاع، وكدمات بدنية مختلفة نتيجة لهذه الحادثة. تعافى عمر منذ ذلك الحين وتمكّن من الحفاظ على منصبه كصحفي. قدمت حكومة هولندا، التي أرسلت دبلوماسيًا للترحيب بعمر ومرافقته إلى غزة، احتجاجًا رسميًا على إسرائيل بشأن سوء معاملته.